# Abbaye Saint-Pierre de Gand

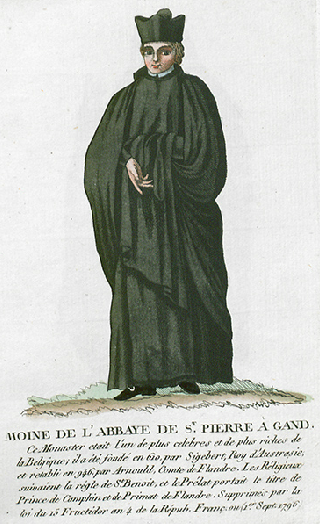
Moine de l'Abbaye de St. Pierre à Gand

Pour les articles homonymes, voir Abbaye Saint-Pierre.
 (janvier 2013).
Si vous disposez d'ouvrages ou d'articles de référence ou si vous connaissez des sites web de qualité traitant du thème abordé ici, merci de compléter l'article en donnant les références utiles à sa vérifiabilité et en les liant à la section « Notes et références ».
L'abbaye Saint-Pierre, de son nom canonique « Abbaye Saint-Pierre-au-Mont-Blandin », (en néerlandais Sint-Pietersabdij) fut fondée à Gand par saint Amand, sur une colline au bord de l’Escaut (le Mont-Blandin ou Blandijnberg) dans la seconde moitié du VIIe siècle. L'abbaye bénédictine eut son heure de gloire durant les XIe et XIIe siècles. Dévastée par les Calvinistes au XVIe siècle, elle fut réédifiée à l'époque des Archiducs, entre le XVIIe siècle et le début du XVIIIe siècle, pour être finalement supprimée en 1796 par le pouvoir révolutionnaire français.

## Origine et fondation
Contemporaine et rivale de l’abbaye Saint-Bavon, l’abbaye serait une fondation indirecte de saint Amand. Dès le VIIe siècle, l’abbaye est une institution monastique influente et puissante du Pagus Flandrensis, au point que les moines sont expulsés une première fois par Charles Martel en 720. Elle est reconstituée par Charlemagne en 811, qui y envoie son secrétaire Eginhard comme supérieur.
Au IXe siècle, le premier comte de Flandre, Baudouin Bras de Fer, représentant le roi de Francie occidentale, obtient la responsabilité de l'abbaye comme fonctionnaire royal.

## Développement
Elle connaît un grand essor spirituel et intellectuel qui est brusquement interrompu par l’invasion des Normands au IXe siècle, mais en 892, les moines réintègrent l'abbaye après le départ des Normands.
Au Xe siècle, Arnoul de Flandre (Arnould le Vieux) fait appel à saint Gérard de Brogne pour réformer l’abbaye. Saint Gérard y reste trois ans et y rétablit la règle bénédictine dans toute sa rigueur. L’abbaye est reconstruite au Xe siècle, sa nouvelle église romane étant consacrée en 975. Pendant un siècle et demi, de 950 à 1100, elle est en conflit avec sa voisine et rivale, l’abbaye Saint-Bavon, toutes deux revendiquant la paternité de saint Amand comme fondateur et surtout la prééminence due à la séniorité...
Selon le Père Anselme, Arnoul de Flandre et son épouse Adèle de Vermandois furent enterrés dans l'abbaye.
Au XIe et XIIe siècles la renommée de Saint-Pierre comme centre de dévotion chrétienne et d’activité intellectuelle est grande et s’étend au loin. Des pèlerinages populaires s'y déroulent car l'abbaye contient de nombreuses reliques, notamment le cœur de Baudouin Bras de Fer. Mais malgré les tentatives du bienheureux Richard de Verdun, l’influence féodale y va grandissante : l'établissement est devenu de facto l’abbaye des comtes de Flandre qui y reçoivent l’investiture féodale et s’y font enterrer.

Armoiries de l'abbaye Saint-Pierre de Gand

On peut parler d’un « empire domanial ». Les possessions de l’abbaye au XIIIe siècle sont considérables. Elles s’étendent au pays de Waes, la Flandre maritime, les régions de Courtrai, Alost, Tournai, et même en Angleterre (Greenwich, Woolwich, etc.) grâce aux relations étroites qu’entretiennent les comtes de Flandre avec les rois d’Angleterre.

## Déclin
Ses grandes richesses sont sources de souci et de décadence. L’abbaye attire les convoitises séculières. La vie monastique se relâche. Des tentatives de redressement spirituel restent sans lendemain. L’abbaye est également éprouvée par les événements politiques qui secouent la ville de Gand du XIVe au XVIe siècle.
En 1566, les iconoclastes calvinistes occupent l’abbaye, et ce jusqu’en 1579. Ils rasent les bâtiments conventuels, le cloître et l’église. Les moines réintègrent les lieux en 1584, mais seuls quelques travaux provisoires sont possibles, l’abbaye étant ruinée et l’insécurité politique ne permettant pas de grands projets.

## Redressement, restauration et suppression
L’installation de l’abbé Joachim Schaeyck, connu comme l’Aedificator’, est un tournant. Il sort l’abbaye de ses difficultés financières et l’engage dans de grands travaux de restauration. Il fait appel au frère et architecte jésuite Pieter Huyssens pour la construction de la nouvelle église qui sera de style baroque, et semblable à l’église Saint-Ignace dessinée par le même architecte. La première pierre est posée en 1629 : les travaux dureront près d’un siècle.
Nouvelle campagne de construction au XVIIIe siècle : en 1770, le prieur Seiger fait construire par l’architecte Dewez l’infirmerie, édifice classique avec portique à colonnade.
Fin XVIIIe siècle, alors que l’abbaye avait acquis une nouvelle puissance économique, mais sans grand rayonnement spirituel et intellectuel, elle est emportée par la vague révolutionnaire. Supprimée en 1796, ses biens sont confisqués et vendus comme biens nationaux.

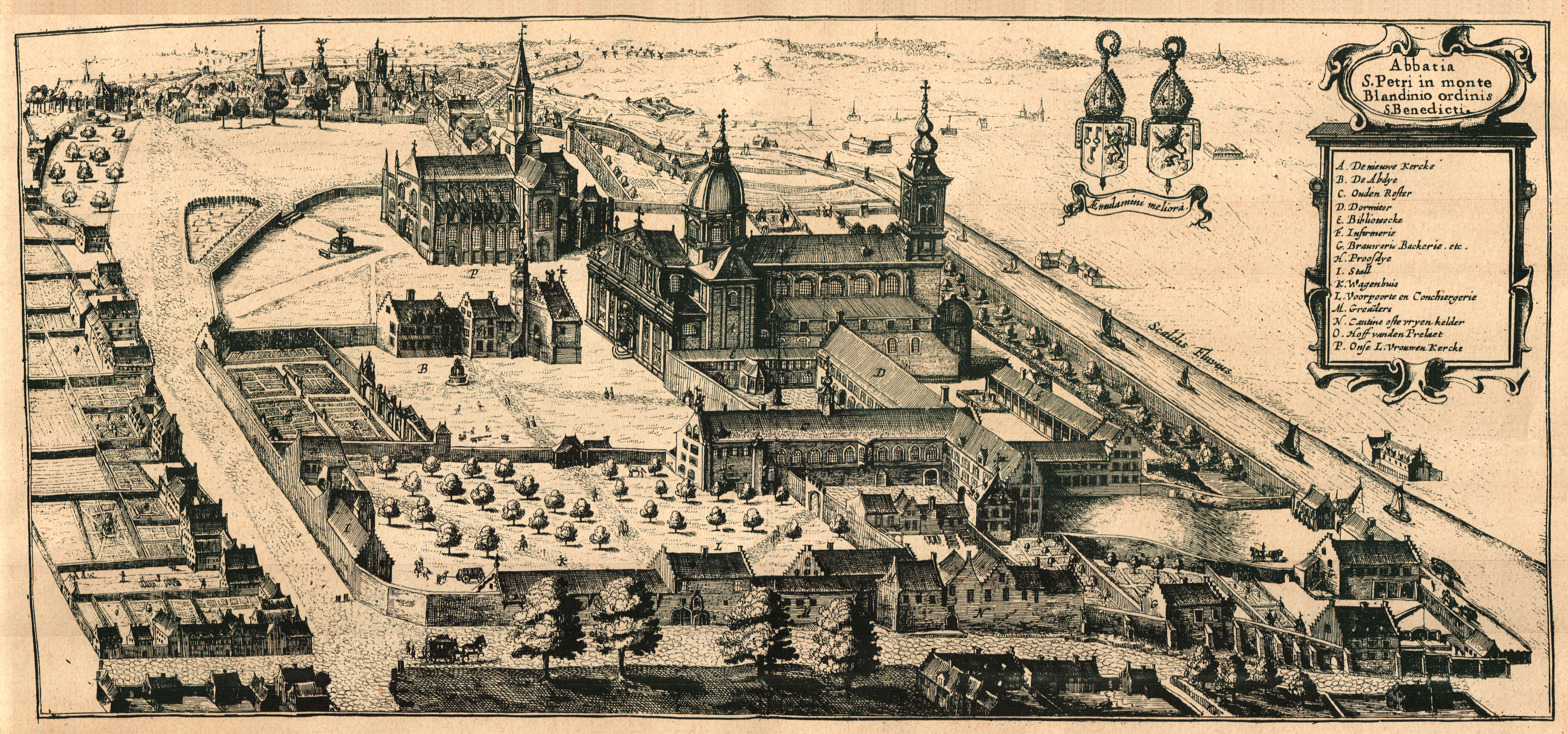
L'abbaye Saint-Pierre-au-Mont-Blandin au XVIIIe siècle

## XIXesiècle

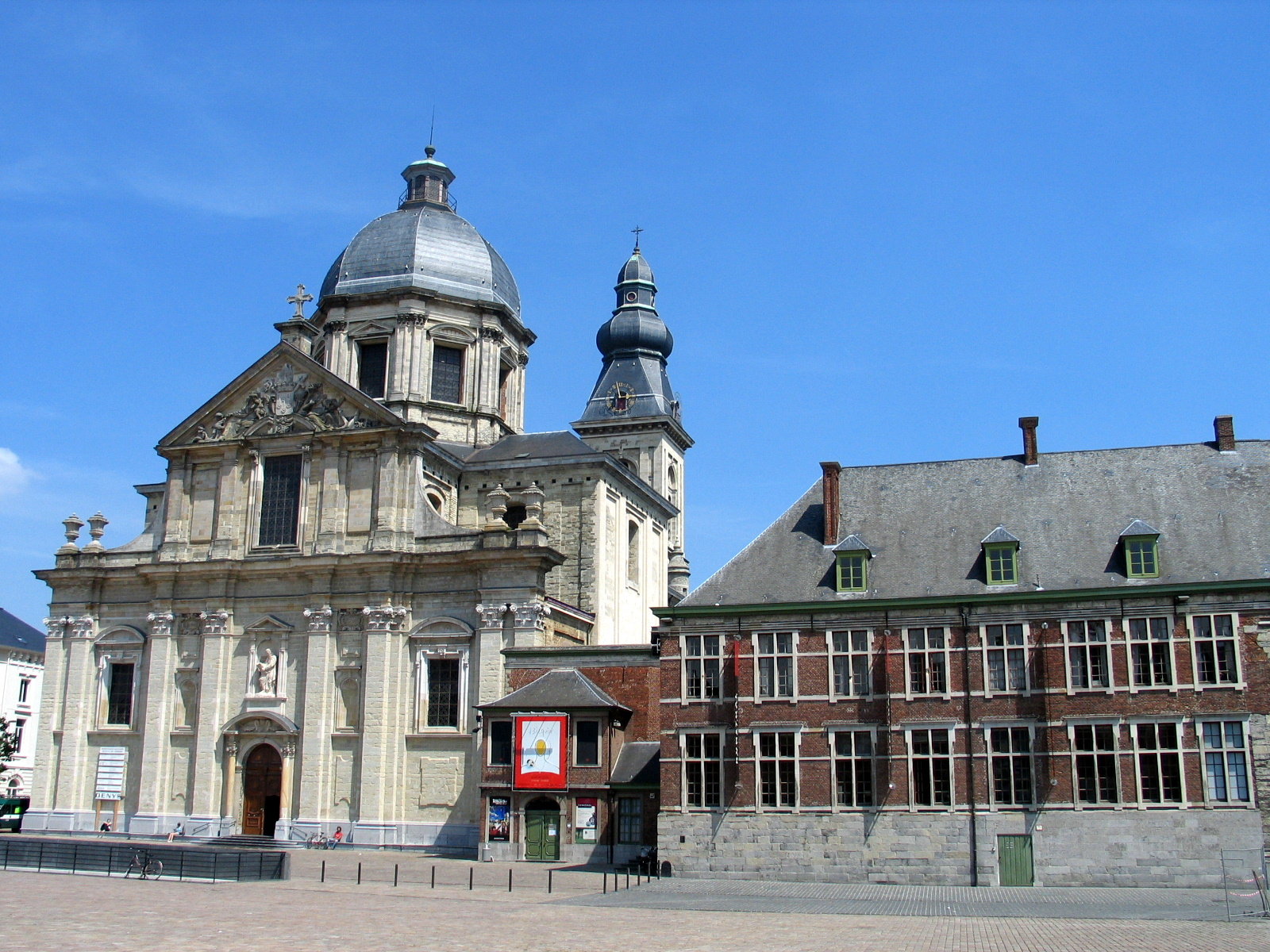
L'abbaye vue de la place Saint-Pierre.

La ville de Gand fait l’acquisition de l’ensemble des bâtiments en 1810. La partie est transformée en caserne, tandis que les autres bâtiments sont rasés pour créer un "Champ de Mars" nécessaire aux manœuvres et défilés militaires (actuelle "place Saint-Pierre"). Quant à l’église abbatiale, elle sert d’abord de musée de peinture, avant d’être rendue au culte en 1810. Elle devient alors église paroissiale, gardant le même titre de "Saint-Pierre".
Vers 1950, les militaires quittent l’ancienne abbaye. Une restauration systématique en est faite, et ce qui reste de l’abbaye reçoit une nouvelle affectation. Le cloître et l’infirmerie abritent le Centre d’art et de Culture et le Musée didactique Michel Thiery.

## Patrimoine de l'abbaye
- L’église Saint-Pierre : édifiée en plusieurs campagnes (clocher oriental entre 1629 et 1649, corps central avec coupole en 1722, façade occidentale en 1799), elle présente une structure hybride qui combine d'une part un plan central et d'autre part un développement en longueur par sa nef allongée s’étendant à l’est. L’intérieur renferme des statues baroques et de nombreux tableaux provenant pour la plupart de l’ancienne abbaye. Devenue paroissiale en 1809, elle montre ainsi un bel ensemble de bâtiments restaurés et servant à présent aux expositions du Musée des Métiers d'Art et comme auberge de jeunesse.
- Le couvent gothique : réalisé en pierre de Tournai (terminé en 1636). Il comprend aussi la salle du chapitre (1635), le réfectoire (1631), les salles de réception (1730), les dortoirs (1752) et l’ancienne infirmerie (1770, présentement musée).